# Valencianas de Juncos 2024
Questa voce raccoglie le informazioni riguardanti le Valencianas de Juncos nella stagione 2024.

## Stagione
Le Valencianas de Juncos disputano la loro diciannovesima Liga de Voleibol Superior Femenino, classificandosi al quarto posto in regular season: ai quarti di finale superano in tre gare le Criollas de Caguas, venendo poi eliminate in semifinale dalle Cangrejeras de Santurce.

## Organigramma societario
Area direttiva
- Presidente: Humberto Quintana

Area tecnica
- Allenatore: Gerardo de Jesús

## Rosa
| N° | Nome               | Ruolo | Data di nascita  | Nazionalità sportiva |
| -- | ------------------ | ----- | ---------------- | -------------------- |
| 1  | Keishlyann Sánchez | S     | 9 novembre 2001  | Porto Rico           |
| 2  | Laia Jaca          | P     | -                | Porto Rico           |
| 3  | Rosemarie Rivera   | C     | -                | Porto Rico           |
| 5  | Jerika Rodríguez   | L     | 11 gennaio 2004  | Porto Rico           |
| 6  | Jocelyn Kuilan     | O     | 8 dicembre 1997  | Porto Rico           |
| 7  | Madison Cruzado    | L     | 13 novembre 1998 | Porto Rico           |
| 9  | Amethyst Harper    | S     | 1º gennaio 2001  | Stati Uniti          |
| 11 | Elissa Alcántara   | O     | 11 gennaio 2001  | Porto Rico           |
| 12 | Kris Justiniano    | P     | 12 maggio 1999   | Porto Rico           |
| 13 | Isabelle Morgan    | P     | 15 dicembre 2000 | Stati Uniti          |
| 14 | Sh'Diamond Holly   | C     | 22 luglio 2001   | Stati Uniti          |
| 15 | Paola Matos        | O     | 24 dicembre 2002 | Porto Rico           |
| 16 | Kaycee O'Dell      | C     | 1º febbraio 2000 | Stati Uniti          |
| 17 | Kara McGhee        | C     | 21 giugno 2001   | Stati Uniti          |
| 18 | Kayleen Laguna     | S     | 26 aprile 2005   | Porto Rico           |

## Mercato
| Acquisti                               | Acquisti         | Acquisti                 | Acquisti   |
| R.                                     | Nome             | da                       | Modalità   |
| -------------------------------------- | ---------------- | ------------------------ | ---------- |
| O                                      | Elissa Alcántara | Cincinnati               | definitivo |
| S                                      | Amethyst Harper  | Loyola Marymount         | definitivo |
| C                                      | Sh'Diamond Holly | North Texas              | definitivo |
| P                                      | Laia Jaca        | Leonas de Ponce          | definitivo |
| P                                      | Kris Justiniano  | -                        | definitivo |
| S                                      | Kayleen Laguna   | Ana G. Méndez            | definitivo |
| P                                      | Isabelle Morgan  | Texas A&M Corpus Christi | definitivo |
| C                                      | Kaycee O'Dell    | North Dakota             | definitivo |
| Trasferimenti nel corso della stagione |                  |                          |            |
| O                                      | Paola Matos      | Criollas de Caguas       | definitivo |
| C                                      | Kara McGhee      | Oregon                   | definitivo |

Giocatrici promosse dal settore giovanile:
- Jerika Rodríguez (L)

| Cessioni                               | Cessioni        | Cessioni         | Cessioni   |
| R.                                     | Nome            | a                | Modalità   |
| -------------------------------------- | --------------- | ---------------- | ---------- |
| S                                      | Carola Biver    | -                | ritirata   |
| L                                      | Girnelis Díaz   | -                | ritirata   |
| C                                      | Naya Gros       | Dinamo Bucarest  | definitivo |
| P                                      | Natalie Hayward | Örebro           | definitivo |
| S                                      | Legna Hernández | Mets de Guaynabo | definitivo |
| P                                      | Soreily Ortiz   | -                | ritirata   |
| O                                      | Paulina Prieto  | Vegas Thrill     | definitivo |
| C                                      | Paola Rojas     | UYBA             | definitivo |
| S                                      | Noami Santos    | -                | svincolata |
| Trasferimenti nel corso della stagione |                 |                  |            |
| O                                      | Jocelyn Kuilan  | -                | svincolata |
| C                                      | Kaycee O'Dell   | -                | svincolata |

## Risultati

### LVSF

#### Regular season
| 19 gennaio 2024 Coliseo Rafael Amalbert, Juncos        | Valencianas de Juncos   | 3 - 1 | Cangrejeras de Santurce | 19-25, 25-19, 25-23, 25-23        |
| 21 gennaio 2024 Coliseo Roger L. Mendoza, Caguas       | Criollas de Caguas      | 3 - 1 | Valencianas de Juncos   | 25-16, 18-25, 27-25, 25-17        |
| 23 gennaio 2024 Coliseo Mario Morales, Guaynabo        | Mets de Guaynabo        | 2 - 3 | Valencianas de Juncos   | 22-25, 25-23, 24-26, 25-22, 12-15 |
| 24 gennaio 2024 Coliseo Rafael Amalbert, Juncos        | Valencianas de Juncos   | 3 - 2 | Pinkin de Corozal       | 25-23, 22-25, 25-22, 16-25, 17-15 |
| 28 gennaio 2024 Coliseo Juan Aubín Cruz Abreu, Manatí  | Atenienses de Manatí    | 3 - 1 | Valencianas de Juncos   | 29-31, 25-14, 26-24, 25-17        |
| 30 gennaio 2024 Coliseo Rafael Amalbert, Juncos        | Valencianas de Juncos   | 3 - 2 | Changas de Naranjito    | 25-17, 20-25, 25-15, 15-25, 15-6  |
| 1º febbraio 2024 Coliseo Rafael Amalbert, Juncos       | Valencianas de Juncos   | 3 - 0 | Mets de Guaynabo        | 25-20, 25-19, 25-9                |
| 3 febbraio 2024 Coliseo Roberto Clemente, San Juan     | Cangrejeras de Santurce | 3 - 0 | Valencianas de Juncos   | 25-15, 25-16, 25-17               |
| 13 febbraio 2024 Coliseo Gelito Ortega, Naranjito      | Changas de Naranjito    | 0 - 3 | Valencianas de Juncos   | 20-25, 21-25, 22-25               |
| 15 febbraio 2024 Coliseo Rafael Amalbert, Juncos       | Valencianas de Juncos   | 1 - 3 | Mets de Guaynabo        | 25-23, 14-25, 23-25, 21-25        |
| 17 febbraio 2024 Coliseo Rafael Amalbert, Juncos       | Valencianas de Juncos   | 0 - 3 | Cangrejeras de Santurce | 22-25, 22-25, 18-25               |
| 18 febbraio 2024 Coliseo Rafael Amalbert, Juncos       | Valencianas de Juncos   | 2 - 3 | Criollas de Caguas      | 25-21, 20-25, 25-17, 23-25, 13-15 |
| 21 febbraio 2024 Coliseo Rafael Amalbert, Juncos       | Valencianas de Juncos   | 2 - 3 | Pinkin de Corozal       | 25-16, 19-25, 25-23, 16-25, 12-15 |
| 22 febbraio 2024 Coliseo Roger L. Mendoza, Caguas      | Criollas de Caguas      | 0 - 3 | Valencianas de Juncos   | 27-29, 22-25, 18-25               |
| 25 febbraio 2024 Coliseo Juan Aubín Cruz Abreu, Manatí | Atenienses de Manatí    | 3 - 1 | Valencianas de Juncos   | 25-13, 25-18, 24-26, 25-14        |
| 27 febbraio 2024 Coliseo Rafael Amalbert, Juncos       | Valencianas de Juncos   | 3 - 2 | Changas de Naranjito    | 25-17, 20-25, 25-12, 23-25, 16-14 |
| 29 febbraio 2024 Coliseo Mario Morales, Guaynabo       | Mets de Guaynabo        | 1 - 3 | Valencianas de Juncos   | 27-25, 19-25, 21-25, 23-25        |
| 2 marzo 2024 Coliseo Roberto Clemente, San Juan        | Cangrejeras de Santurce | 3 - 0 | Valencianas de Juncos   | 25-19, 25-20, 25-16               |
| 6 marzo 2024 Cancha José "Pepin" Cestero, Bayamón      | Pinkin de Corozal       | 3 - 1 | Valencianas de Juncos   | 25-20, 23-25, 25-15, 25-16        |
| 10 marzo 2024 Coliseo Rafael Amalbert, Juncos          | Valencianas de Juncos   | 3 - 1 | Atenienses de Manatí    | 21-25, 25-20, 25-17, 25-19        |
| 12 marzo 2024 Coliseo Gelito Ortega, Naranjito         | Changas de Naranjito    | 3 - 0 | Valencianas de Juncos   | 30-28, 25-22, 26-24               |
| 14 marzo 2024 Coliseo Rafael Amalbert, Juncos          | Valencianas de Juncos   | 0 - 3 | Atenienses de Manatí    | 18-25, 23-25, 18-25               |
| 16 marzo 2024 Coliseo Rafael Amalbert, Juncos          | Valencianas de Juncos   | 3 - 1 | Criollas de Caguas      | 22-25, 25-22, 25-18, 25-16        |
| 19 marzo 2024 Cancha José "Pepin" Cestero, Bayamón     | Pinkin de Corozal       | 3 - 0 | Valencianas de Juncos   | 25-18, 25-20, 25-13               |

#### Play-off
| Quarti di finale (gara 1) - 21 marzo 2024 Coliseo Rafael Amalbert, Juncos  | Valencianas de Juncos   | 3 - 0 | Criollas de Caguas      | 25-11, 25-23, 25-19        |
| Quarti di finale (gara 2) - 23 marzo 2024 Coliseo Roger L. Mendoza, Caguas | Criollas de Caguas      | 1 - 3 | Valencianas de Juncos   | 18-25, 25-21, 20-25, 17-25 |
| Quarti di finale (gara 3) - 24 marzo 2024 Coliseo Rafael Amalbert, Juncos  | Valencianas de Juncos   | 3 - 1 | Criollas de Caguas      | 25-27, 25-19, 25-22, 29-27 |
| Semifinali (gara 1) - 30 marzo 2024 Coliseo Roberto Clemente, San Juan     | Cangrejeras de Santurce | 3 - 0 | Valencianas de Juncos   | 25-16, 25-16, 25-18        |
| Semifinali (gara 2) - 1º aprile 2024 Coliseo Rafael Amalbert, Juncos       | Valencianas de Juncos   | 0 - 3 | Cangrejeras de Santurce | 16-25, 17-25, 23-25        |
| Semifinali (gara 3) - 3 aprile 2024 Coliseo Roberto Clemente, San Juan     | Cangrejeras de Santurce | 3 - 1 | Valencianas de Juncos   | 25-23, 25-15, 22-25, 25-23 |
| Semifinali (gara 4) - 5 aprile 2024 Coliseo Rafael Amalbert, Juncos        | Valencianas de Juncos   | 0 - 3 | Cangrejeras de Santurce | 20-25, 22-25, 18-25        |

## Statistiche

### Statistiche di squadra
| Competizione | Punti | In casa | In casa | In casa | In trasferta | In trasferta | In trasferta | Totale | Totale | Totale |
| Competizione | Punti | G       | V       | P       | G            | V            | P            | G      | V      | P      |
| ------------ | ----- | ------- | ------- | ------- | ------------ | ------------ | ------------ | ------ | ------ | ------ |
| LVSF         | 31    | 16      | 9       | 7       | 15           | 5            | 10           | 31     | 14     | 17     |
| Totale       | -     | 16      | 9       | 7       | 15           | 5            | 10           | 31     | 14     | 17     |

G = partite giocate; V = partite vinte; P = partite perse

### Statistiche dei giocatori
Dati non disponibili.